# Rally de Cantabria de 2007
El Rally de Cantabria de 2007, oficialmente 29.º Rallye Cantabria Infinita, fue la vigésimo novena edición y la tercera ronda de la temporada 2008 del Campeonato de España de Rally. Fue también puntuable para el Desafío Peugeot. Se celebró del 18 al 18 de mayo y contó con un itinerario de diez tramos que sumaban un total de 151 km cronometrados.

## Itinerario
| Día   | Tramo | Nombre                | Distancia |
| ----- | ----- | --------------------- | --------- |
| Día 1 | TC1   | Lloreda-Selaya        | 19.57 km  |
| Día 1 | TC2   | San Pedro del Romeral | 14.35 km  |
| Día 1 | TC3   | Toranzo-Cotillo       | 10.09 km  |
| Día 1 | TC4   | Lloreda-Selaya        | 19.57 km  |
| Día 1 | TC5   | San Pedro del Romeral | 14.35 km  |
| Día 1 | TC6   | Toranzo-Cotillo       | 10.09 km  |
| Día 1 | TC7   | Puentenansa-Riclones  | 18.01 km  |
| Día 1 | TC8   | Bielva-Hortigal       | 13.84 km  |
| Día 1 | TC9   | Puentenansa-Riclones  | 18.01 km  |
| Día 1 | TC10  | Bielva-Hortigal       | 13.84 km  |

## Clasificación final
| Pos. | Piloto         | Copiloto               | Automóvil                | Tiempo    | Diferencia |
| ---- | -------------- | ---------------------- | ------------------------ | --------- | ---------- |
| 1.   | Alberto Hevia  | Alberto Iglesias       | Volkswagen Polo S2000    | 1:43:46.5 | 0.0        |
| 2.   | Jesús Puras    | Carlos del Barrio      | Mitsubishi Lancer Evo IX | 1:45:06.2 | +1:19.7    |
| 3.   | Pedro Burgo    | Marcos Burgo           | Mitsubishi Lancer Evo IX | 1:45:40.0 | +1:53.5    |
| 4.   | Joan Vinyes    | Jordi Mercader         | Citroën C2 S1600         | 1:46:15.2 | +2:28.7    |
| 5.   | Víctor Senra   | David Vázquez          | Mitsubishi Lancer Evo IX | 1:46:23.3 | +2:36.8    |
| 6.   | Josep Basols   | Álex Haro              | Mitsubishi Lancer Evo IX | 1:46:39.2 | +2:52.7    |
| 7.   | Sergio Vallejo | Diego Vallejo          | Porsche 997 GT3 RS 3.6   | 1:47:36.7 | +3:50.2    |
| 8.   | Álvaro Muñiz   | César F. Blanco        | Mitsubishi Lancer Evo IX | 1:47:37.3 | +3:50.8    |
| 9.   | César González | Rafael Sánchez         | Citroën C2 S1600         | 1:48:19.6 | +4:33.1    |
| 10.  | David Hernando | Miguel Ángel Gutiérrez | Mitsubishi Lancer Evo IX | 1:49:03.8 | +5:17.3    |